# Juegos del Pacífico Sur 2003
Los Juegos del Pacífico Sur 2003 fueron la decimosegunda edición del mayor evento multideportivo de Oceanía. Se llevaron a cabo entre el 28 de junio y el 12 de julio en Suva, capital de Fiyi; que acogió el evento por tercera vez en la historia. Ya lo había hecho en 1963 y 1979.
Representó el 40.º aniversario de la fundación de los Juegos. La edición de 2003 es considerada la mayor y mejor de toda la historia del evento. Significó la vuelta del fútbol, ausente en 1999, y la 10.ª ocasión en la que Nueva Caledonia fue el país con mayor cantidad de medallas.
El gobierno fiyiano recibió 16 millones de dólares por parte de China para la construcción de un gimnasio para deportes bajo techo y natación y otro de hockey sobre césped, además de remodelaciones y mejoras en todas instalaciones. Se contó además con más de 20 patrocinadores y diversos programas juveniles para interesar a la población del país en el evento.

## Participantes
| - Fiyi - Guam - Islas Cook - Islas Marianas del Norte - Islas Marshall - Islas Salomón - Kiribati - Micronesia - Niue - Nauru - Isla Norfolk | - Nueva Caledonia - Palaos - Papúa Nueva Guinea - Samoa - Samoa Americana - Tahití - Tonga - Tokelau - Tuvalu - Vanuatu - Wallis y Futuna |

## Deportes
32 deportes dieron medallas a los deportistas en la edición 2003:
| - Atletismo - Bádminton - Baloncesto - Béisbol - Bowls - Boxeo - Canoa polinesia - Críquet - Ciclismo - Culturismo - Fútbol (Detalles) | - Halterofilia - Golf - Hockey - Judo - Karate - Levantamiento de potencia - Natación - Navegación a vela - Netball - Rugby 7 - Rugby touch | - Squash - Surf - Taekwondo - Tiro - Tiro con arco - Tenis de mesa - Triatlón - Voleibol - Voleibol de playa |

## Medallero
| Núm. | País                     | Oro | Plata | Bronce | Total |
| ---- | ------------------------ | --- | ----- | ------ | ----- |
| 1    | Nueva Caledonia          | 93  | 73    | 74     | 240   |
| 2    | Fiyi                     | 65  | 59    | 53     | 177   |
| 3    | Tahití                   | 55  | 28    | 40     | 123   |
| 4    | Papúa Nueva Guinea       | 33  | 26    | 17     | 76    |
| 5    | Nauru                    | 24  | 20    | 2      | 46    |
| 6    | Samoa                    | 18  | 17    | 20     | 55    |
| 7    | Tonga                    | 6   | 9     | 5      | 20    |
| 8    | Guam                     | 6   | 6     | 6      | 18    |
| 9    | Micronesia               | 3   | 5     | 3      | 11    |
| 10   | Vanuatu                  | 2   | 9     | 8      | 19    |
| 11   | Kiribati                 | 2   | 2     | 8      | 12    |
| 12   | Islas Cook               | 1   | 6     | 11     | 18    |
| 13   | Islas Salomón            | 1   | 5     | 8      | 14    |
| 14   | Wallis y Futuna          | 0   | 4     | 5      | 9     |
| 15   | Isla Norfolk             | 0   | 3     | 4      | 7     |
| 16   | Samoa Americana          | 0   | 3     | 1      | 4     |
| 17   | Palaos                   | 0   | 1     | 3      | 4     |
| 18   | Islas Marianas del Norte | 0   | 1     | 1      | 2     |
| 19   | Tokelau                  | 0   | 1     | 0      | 1     |
| 20   | Niue                     | 0   | 0     | 5      | 5     |
| 21   | Islas Marshall           | 0   | 0     | 0      | 0     |
| 22   | Tuvalu                   | 0   | 0     | 0      | 0     |